# Rubus spectabilis
Rubus spectabilis (en inglés: salmonberry) es una especie de Rubus de la familia Rosaceae autóctono a la costa oeste de América del Norte desde el centro-oeste del estado de Alaska a California, y hacia el interior hasta Idaho. Como muchas otras especies del género Rubus, r. spectabilis da frutos comestibles, típicamente de color amarillo anaranjado o rojo como las frambuesas.

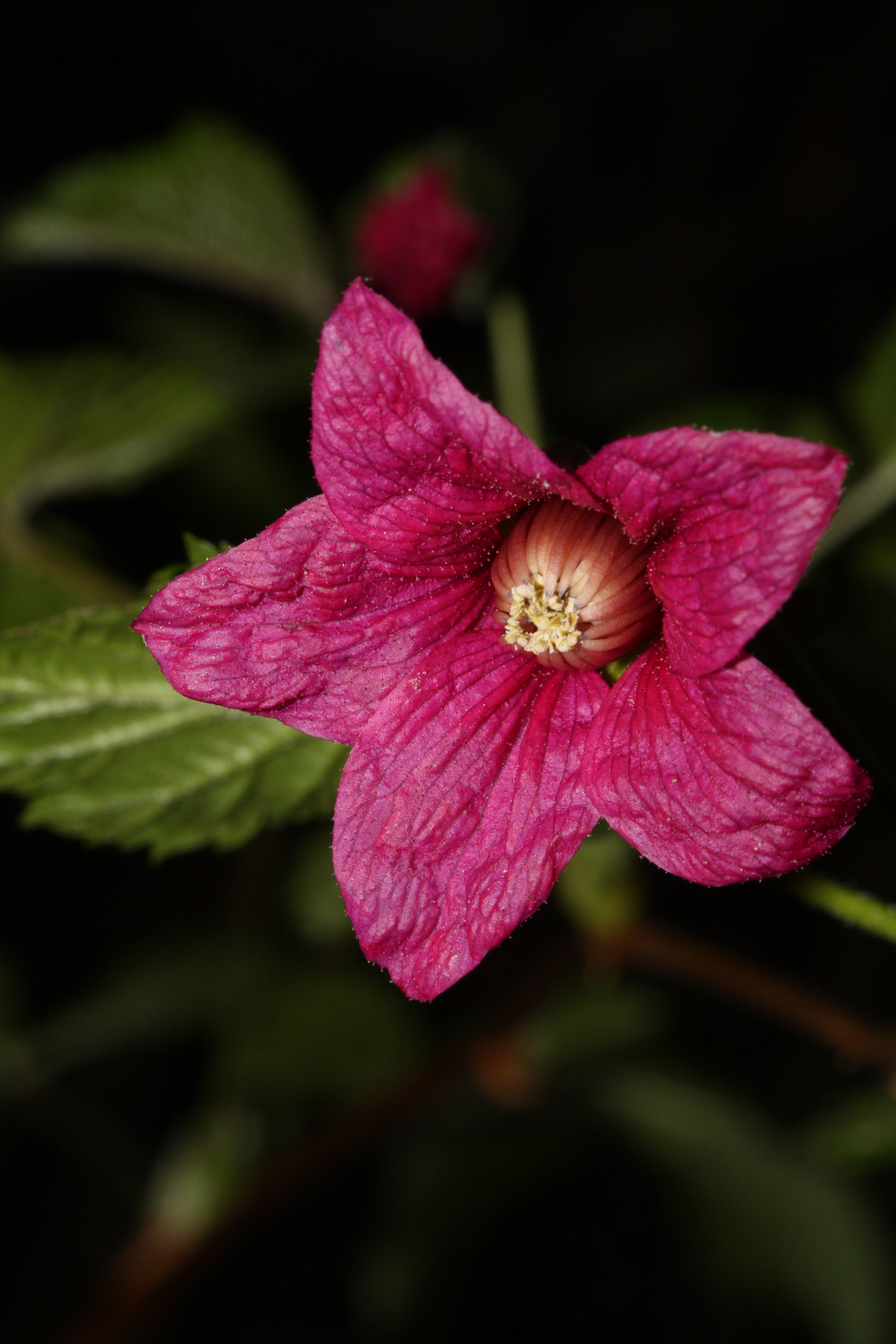
Detalle de la flor

## Descripción
Rubus spectabilis es un arbusto que crece a 1-4 metros (3-13 pies) de altura y 9 metros (30 pies) de anchura, con una tasa de crecimiento de 30-60 centímetros (12-24 plg) por año. Un 30-40% de su biomasa es subterránea. Tiene tallos perennes, no bienales, leñosos (a diferencia de otras especies), cubiertos de espinas finas, especialmente en los tallos recién crecidos. La planta tiene tallos erectos o arqueados de color dorados o café amarillados que con frecuencia forman matorrales como muchas otras plantas del género Rubus. Las hojas son alternadas, trifoliadas, 7-22 centímetros (2,8-8,7 plg) de largo y típicamente ovalados, con la hojita terminal siendo más grande que las dos hojitas contiguas y que a veces son levemente lobulados; las márgenes de las hojitas están doblemente serradas. Las hojas también son estipulas y son lisas a levemente peludas en la superficie superior, en comparación a la inferior que es típicamente más pálida y peluda. En los meses del otoño tardío e invernales, las hojas caen y la planta se mantiene en un estado de dormancia o mantiene un alargamiento mínimo durante el invierno.
Las flores tienen un diámetro de 2-3 cm (0,8-1,2 plg), con un cáliz de cinco sépalos y cinco pétalos púrpuros rosáceos que rodean un racimo de estambres; son producidos de la primavera temprana a verano temprano entre abril y julio; se producen singularmente o en racimos de dos o tres. Las flores son perfectas y contienen entre 75 y 100 estambres y muchos pistilos con ovarios superiores. Aunque la producción de frutos depende mayormente de su ambiente, tiene un crecimiento estimado de 30 frutos por 3 metros cuadrados (32 ft²) y 17 a 65 semillas por fruta. Las semillas de r. spectabilis se reproducen mayormente de brotes encontrados en las rizomas, tocones, y la corona de la raíz de la planta. Las flores no pueden autopolinarse y son polinadas por insectos, colibríes, y escarabajos.
El fruto, llamado salmonberry en inglés, madurecen aproximadamente 30 a 36 días después de su polinización, entre mayo a julio tardío en la mayoría del Noroeste del Pacífico y entre julio a agosto en los climas más fríos del norte. Tienen una extensión de 1,5-2 cm (0,6-0,8 plg) y parecen frambuesas grandes más brillantes y de color amarillo a rojo anaranjado Se desarrolla en verano luego a otoño temprano, y se parece a una frambuesa grande amarilla a anaranjada-rojiza 1.5–2 cm de largo con muchas drupéolas. En términos botánicos, las frutas no son bayas como sugiere su denominación de berry en inglés, es una eterio compuesto de varias drupas pequeñas. Los frutos exhiben polimorfismo porque usualmente son rojos o amarillo anaranjados. Los estudios han encontrado que aunque ambos morfos de colores de frutos tienen cualidades físicas, los rojos son más consumidos por los pájaros, pero esto probablemente no tiene una presión selectiva suficiente para determinar la distribución de morfos de color por sí sola; otros factores como clase de suelo (que afecta la germinación), así como otros factores menos estudiados son más probablemente responsables del polimorfismo de color.
|         |
| Follaje |

|             |
| Rama y flor |

|                           |
| Fruta en Unalaska, Alaska |

|                                         |
| Fruta madura en el estado de Washington |

|        |
| Frutas |

## Distribución y hábitat
Rubus spectabilis es típicamente encontrado en las zonas costeras con suelos húmedos a mojados y ricos en nitrógeno en bosques y riberas de arroyos y riachuelos, aumentando en abundancia en áreas de alta precipitación y decreciendo en elevaciones altas y continentalidad. En términos ecológicos, r. spectabilis tiende a esparcir rápidamente y necesita de bastante espacio para crecer, y es frecuentemente dominante y de rápido crecimeinto en comunidades seriales tempranas. Su tamaño y el crecimiento de su población declina en abundancia al formarse el dosel de árboles y puede ser influenciado por otros factores como área basal, disturbios a las plantas y densidad poblacional. Tienden a formar matorrales grandes en áreas abiertas, y se encuentran asociados con el aliso rojo americano, helecho hembra, col de mofeta occidental, oplopanax horridus, rubus parviflorus, y tiarella trifoliata.

## Ecología
En su hábitat silvestre, las frutas son típicamente consumidas por pájaros, osos, y mamíferos pequeños, entre otros animales; las ojas, tamas y tallos son pastados por herbívoros como venados, alces, cabras blancas, uapatíes y conejos. Poblaciones de matorrales densos proporcionan hábitats de escape para animales pequeños así como sitios de nidos para pájaros.
En la primavera, el florecimiento de r. spectabilis coincide con la migración de ciertas especies de colibríes que son cruciales para su polinación. Los pájaros y mamíferos también ayudan con la dispersión de las semillas por medio de sus heces, mientras que los roedores y otros animales de madrigueras también pueden ayudar con la dispersión. Algunos mamíferos notables y cruciales en la dispersión de semillas son los osos grizzly y negro americanos, quienes pueden depositar entre 50 a 100 mil semillas en un montón de heces.
Las plantas tienen varias características que las hacen muy resistentes a indendios. Las rizomas y coronas de raíz debajo del suelo usualmente sobreviven aún después de ser quemados los tallos superiores. Dependiendo de su profundidad, las semillas pueden mantenerse sin daño. En adición a esto, las plantas tienden a rebrotar rápidamente después de incendios, permitiendo un crecimiento y regeneración rápido.
Son susceptibles a muchas enfermedades incluyendo moho, pudrición de la fruta, roya, pudrición de la raíz y enfermedades virales y bacetrianas. Los frutos, follaje, caños, raíces y coronas también pueden ser dañadas por pestes como escarabajos, áfidos, ácaros, polillas, entre otras.

## Taxonomía
Rubus spectabilis fue descrita por Frederick Traugott Pursh y publicado en Flora Americae Septentrionalis; or, . . . 1: 348, pl. 16. 1814[1813].
Etimología
Ver: Rubus
spectabilis: epíteto latíno que significa "notable, espectacular"
Sinonimia
- Parmena spectabilis (Pursh) Greene
- Rubus franciscanus Rydb.
- Rubus spectabilis var. franciscanus (Rydb.) J.T.Howell
- Rubus spectabilis var. menziesii (Hook.) S.Watson
- Rubus spectabilis var. spectabilis
- Rubus stenopetalus Cham.[21]

## Relación con el ser humano
Los frutos de rubus spectabilis son comestibles. La fruta ha sido descrita como "insípida;" pero, dependiendo de su madurez y sitio, son buenas para consumir crudas (ya sea rojas o doradas) así como cuando son procesadas en mermelada, dulce, conserva o vino. Los pueblos indígenas de América consumían los brotes recién salidos y lo usaban como una planta medicinal. Los brotes eran cosechados durante abril a junio temprano antes de que se hagan leñosos o duros; estos eran pelados, puestos al vapor, hervidos, o cocinados en hornos de tierra y luego serán consumidos (o menos comúnmente, crudos).
Tradicionalmente, las frutas y brotes también eran comidos con salmón o mezclados con grasa de eulacon o huevas de salmón. No eran secadas por su alto contenido de humedad. Aún es consumido como alimento y medicina en regiones de Alaska.
Otros usos por indígenas Americanos incluyen:
- Cocción de las hojas con pescado como aromatizante por el pueblo nuu-chah-nulth (conocidos como los nutca).
- Uso de las hojas para forrar canastas, limpiar pescado, y cubrir fosas de cocina por el pueblo haida kaigani.
- Uso de las ramas como tubería de pipas por el pueblo makah.
- Uso de las hojas (o la corteza en invierno), masticadas y escupidas sobre una quemadura como tratamiento por sus cualidades astringentes por el pueblo quileute.
- Cocción de la corteza en agua del mar para producir una infusión para limpiar heridas, especialmente quemaduras y para reducir dolores de parto por el pueblo quileute.

También es usado como una planta ornamental por sus flores, con un clon doble-floreado identificado en Washington y Columbia Británica. R. spectabilis ha escapado cultivación y se ha naturalizado en partes del noroeste de Europa, incluyendo Gran Bretaña, Irlanda y las islas Feroe.